# On the way home (Buffalo Springfield)
On the way home is een lied van Buffalo Springfield dat werd geschreven door Neil Young. Het was in 1968 de laatste single van de band en het openingsnummer van het laatste album Last time around. Op reünies na, hield de band het hierna voor gezien. De single bereikte nummer 82 in de Billboard Hot 100.

## Singleversies
Op de 7" singles stond het nummer Four days gone op de B-kant. Daarnaast verscheen in Portugal nog een extended play / 12"-single. Deze was samengesteld met de volgende nummers:
A1 On the way home (2:25), schrijver: Neil Young
A2 Four days gone (2:53), schrijver: Stephen Stills
B1 Special care (2:55), schrijver: Stephen Stills
B2 Kind woman (2:36), schrijver: Richie Furay

## Covers en uitvoeringen
Het nummer kwam later terug op verschillende verzamelalbums, waaronder Retrospective: The best of Buffalo Springfield (1969), Buffalo Springfield (1973) en Box set (2001). Daarnaast verscheen het ook nog op het livealbum 4 way street van Crosby, Stills, Nash & Young en verschillende archiefalbums van Neil Young, namelijk Live at Massey Hall 1971 (2007), Sugar mountain - Live at Canterbury House 1968 (2008), The archives vol. 1 1963-1972 (2009) en Bluenote café (2015).
Er verschenen enkele covers van het nummer, zoals op albums van Rainy Day (Rainy day, 1983), Nils Lofgren (The loner (Nils sings Neil), 2008) en America (Back pages, 2011).